# Tyler Bass
Tyler Bass (Columbia, 14 febbraio 1997) è un giocatore di football americano statunitense che milita nel ruolo di placekicker per i Buffalo Bills della National Football League (NFL).

## Carriera

### Buffalo Bills
Bass al college giocò a football alla Georgia Southern University dal 2016 al 2019. Fu scelto nel corso del sesto giro (188º assoluto) del Draft NFL 2020 dai Buffalo Bills. Debuttò come professionista nella settimana 1 contro i New York Jets segnando 2 field goal su 4. Nella settimana 7, di nuovo contro i Jets, segnò 6 field goal su 8, incluso un nuovo record personale da 53 yard,  segnando tutti i punti di Buffalo in quella partita, vinta per 18–10. Bass in tale gara stabilì diversi record di franchigia, incluso il maggior numero di field goal tentati. La sua stagione da rookie si chiuse con 28 field goal trasformati su 34 tentativi (82,4%).
Alla fine di settembre 2023, Bass fu premiato come giocatore degli special team della AFC del mese in cui segnò tutti i 7 field goal tentati (inclusi due da più di 50 yard) e tutti i dieci extra point.
Nel nono turno della stagione 2024 Bass segnò il field goal della vittoria da 61 yard, un record personale, contro i Miami Dolphins, venendo premiato come miglior giocatore degli special team della AFC della settimana.

## Palmarès
- Giocatore degli special team della AFC del mese: 1

settembre 2023